# Apocryptus plumbeus
Apocryptus plumbeus är en stekelart som först beskrevs av Cameron 1903.  Apocryptus plumbeus ingår i släktet Apocryptus och familjen brokparasitsteklar. Inga underarter finns listade i Catalogue of Life.